# Saphira (Rebsorte)

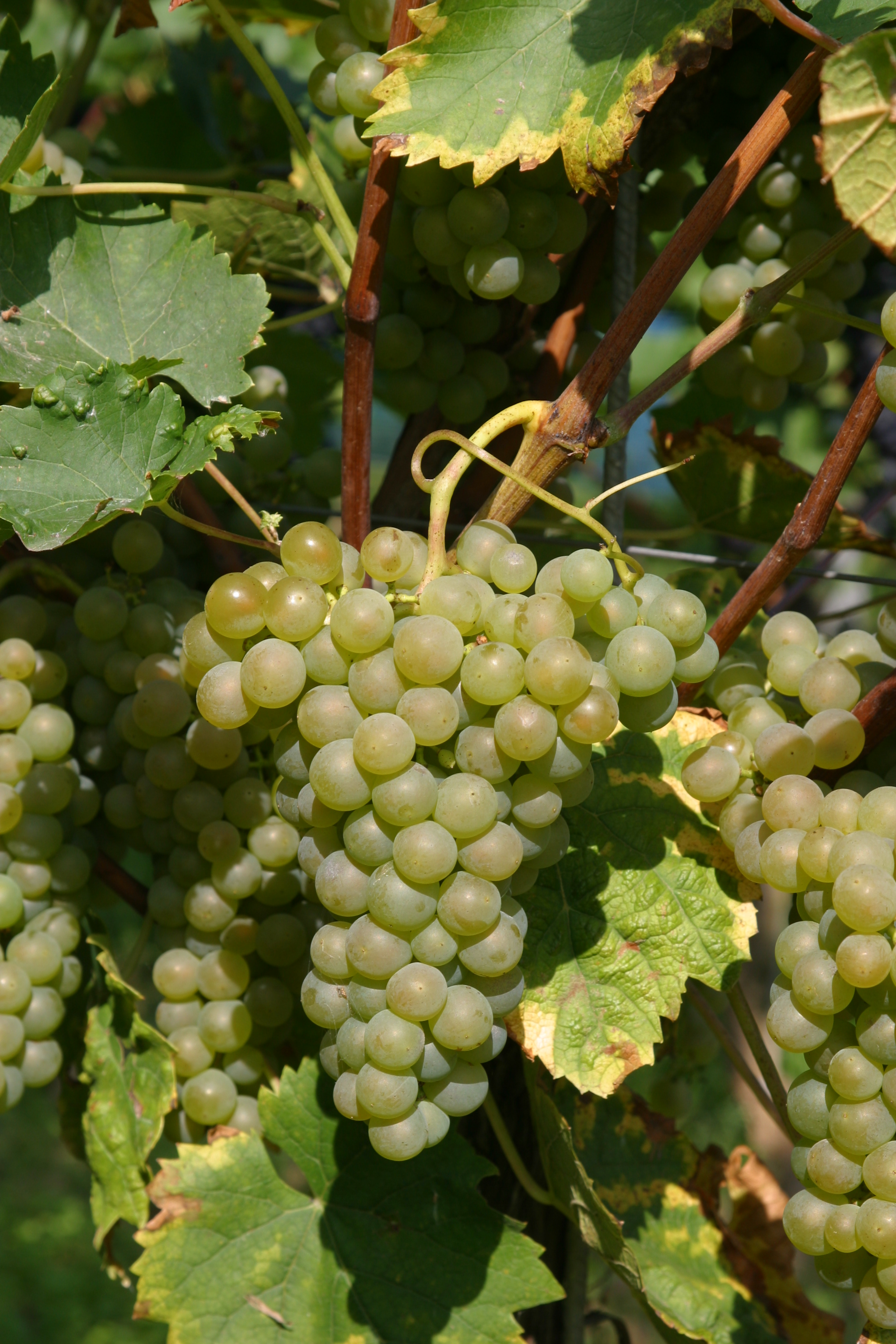
Rebsorte Saphira

Saphira ist eine Weißweinsorte, die 1978 am Institut für Rebenzüchtung der Forschungsanstalt Geisenheim heute Hochschule Geisenheim University von dem Rebzüchter Helmut Becker gezüchtet wurde. Es handelt sich um eine Kreuzung von Arnsburger und Seyve-Villard 1-72. Die Sorte zeichnet sich durch hohe Pilzresistenz gegen Peronospora (Falscher Mehltau) und eine mittlere Resistenz gegen Oidium (Echter Mehltau auch Erysiphe necator) aus. Sie besitzt zwittrige Blüten und ist somit selbstfruchtend. Beim Weinbau wird der ökonomische Nachteil vermieden, keinen Ertrag liefernde, männliche Pflanzen als Pollenspender anbauen zu müssen.
Der Weintyp erinnert an den Weißen Burgunder, wobei der Säuregehalt bei Saphira durchschnittlich um bis zu 3 Promille höher liegt.
Die Rebe wird unter anderem in Deutschland (11 Hektar, Stand 2018, Quelle: Statistisches Bundesamt), Italien und der Schweiz (0,15 Hektar, Stand 2007) angebaut. Die Rebsorte Saphira ist seit einigen Jahren in allen deutschen Weinbaugebieten klassifiziert. Die Reben dieser Sorte dürfen ohne besondere Genehmigung in Weinbergslagen angebaut werden. Der Wein darf als Qualitätswein vermarktet werden. Aufgrund der regelmäßig hohen Mostgewichte (Öchslegrade) erreichen die Weine oft Spätlese- und Auslesequalität.
Synonyme: Zuchtstammnummer Geisenheim 7815-1 oder Gm 7815-1
Abstammung: Arnsburger x Seyve-Villard 1-72 (Rayon d’Or x Bertille Seyve 450)